# نمک (فیلم ۲۰۰۹)
نمک (انگلیسی: Salt) یک فیلم کوتاه استرالیایی در سبک مستند و محصول سال ۲۰۰۹ میلادی است. این فیلم برای نخستین بار در سال ۲۰۰۹ و در جشنواره فیلم آدلاید عرضه گردید.